# أبو وهيب
شاكر وهيب الفهداوي الدليمي، المعروف باسم أبو وهيب قائد قوات تنظيم الدولة الإسلامية في الأنبار سابقًا، في صيف عام 2013 ظهر خلال إصدار «أسود الأنبار» يقوم بإعدام ثلاثة سائقي شاحنات سوريين من الطائفة العلوية في العراق.

## السيرة الذاتية
ولد الفهداوي في عام 1986، وفي عام 2006 - أثناء دراسته لعلوم الكمبيوتر في جامعة الأنبار - أُلقِي القبض عليه من قبل القوات الأمريكية بتهمة الانتماء لتنظيم القاعدة في العراق، وظل معتقلًا في معسكر بوكا في جنوب العراق حتى عام 2009، ثم حُكِم عليه بالإعدام، وانتقل إلى سجن تكريت المركزي في محافظة صلاح الدين.

### فراره
تمكن من الفرار من السجن مع 110 معتقلًا آخرين في عام 2012، في أعقاب حدوث أعمال شغب وهجوم على السجن من قبل قوات من دولة العراق الإسلامية.

وبعد هروبه أصبح هو القائد الميداني في محافظة الأنبار، بعد أن تم تدريبه وإعداده أثناء فترة حبسه، حيث التقي في السجون على عددًا كبيرًا من قادة دولة العراق الإسلامية، ومنذ هروبه أصبح نشطًا في عمليات ضد الحكومة العراقية، وأصبح مطلوبُا لدى الحكومة، ووضع مسؤولون عراقيون قائمة طويلة من العمليات التي قام بها.

## مقتله
قُتل في يوم 6 مايو 2016 في محافظة الأنبار بغارة أمريكية، وأكد البنتاغون مقتله.